# Харківська виправна колонія № 43
Ха́рківська виправна́ коло́нія № 43 — виправна колонія управління Державного департаменту України з питань виконання покарань у Харкові.

## Історія колонії
Харківська виправна колонія № 43 заснована в 1943 р. після визволення Харкова від німецької окупації і розташована на тій околиці Харкова, що історично сформувалася як селище тракторного заводу. Ця установа веде відлік своєї історії з тієї пори, коли в 1943 р. був створений табір для військовополонених німецьких солдатів, які залучалися до відбудови ХТЗ і до будівництва автомобільної дороги Харків—Сімферополь (М18).
Потім вона використовувалася як пересильний пункт для транзитних засуджених — як чоловіків, так і жінок. Називалася вона «Перевірочно-фільтраційний табір № 258 (ПФТ № 258)» (1943-1947 рр.), «Окремий табірний пункт № 8» (1947-1950 рр.), потім — «поштова скринька ЮЖ 313/43», «установа ЮЖ 313/43», ВТК-43 (суворого режиму). У 50-60-х роках минулого століття засуджені установи ЮЖ 313/43 використовувалися на будівельних об'єктах і зробили величезний внесок у спорудження промислових підприємств та житла в Харкові.

## Сучасний стан
На теперішній час державна установа "Харківська виправна колонія № 43" — це кримінально-виконавча установа середнього рівня безпеки (для тримання чоловіків, засуджених до позбавлення волі на певний термін, які раніше відбували покарання у виді позбавлення волі).
Нині начальником виправної колонії є полковник внутрішньої служби Фендріков Дмитро Петрович.

## Адреса
61089 м. Харків, вул. Таджицька, 17